# Asgeir Dølplads
Asgeir Dølplads (ur. 26 sierpnia 1932, zm. 26 września 2023) – norweski skoczek narciarski. Jego największym sukcesem jest zajęcie trzeciego miejsca w klasyfikacji generalnej 1. Turnieju Czterech Skoczni (wygrał konkurs w Garmisch-Partenkirchen, był trzeci w Oberstdorfie, drugi w Innsbrucku i siódmy w Bischofshofen).
Ponadto, skakał również w kilku edycjach Festiwalu Narciarskiego w Holmenkollen – najwyższym miejscem, jakie udało mu się wywalczyć było miejsce 18. w roku 1955. W 1952 roku natomiast zdobył 8. miejsce w konkursie skoków w ramach Igrzysk Narciarskich w Lahti.

## Turniej Czterech Skoczni

### Miejsca w klasyfikacji generalnej
| Sezon | Miejsce |
| ----- | ------- |
| 1953  | 3.      |

### Zwycięstwa w konkursach indywidualnychTCSchronologicznie
| Nr | Dzień      | Rok  | Miejscowość            | Skocznia             | Punkt K | Skok 1 | Skok 2 | Nota      |
| -- | ---------- | ---- | ---------------------- | -------------------- | ------- | ------ | ------ | --------- |
| 1. | 1 stycznia | 1953 | Garmisch-Partenkirchen | Große Olympiaschanze | K-80    | 78,5 m | 81,0 m | 221,5 pkt |

### Miejsca na podium w konkursach indywidualnychTCSchronologicznie
| Nr | Dzień      | Rok  | Miejscowość            | Skocznia             | Punkt K | Skok 1 | Skok 2 | Nota      | Lok. | Strata  | Zwycięzca     |
| -- | ---------- | ---- | ---------------------- | -------------------- | ------- | ------ | ------ | --------- | ---- | ------- | ------------- |
| 1. | 1 stycznia | 1953 | Garmisch-Partenkirchen | Große Olympiaschanze | K-80    | 78,5 m | 81,0 m | 221,5 pkt | 1.   | –       | –             |
| 2. | 4 stycznia | 1953 | Oberstdorf             | Schattenbergschanze  | K-74    | 63,5 m | 69,0 m | 215,0 pkt | 3.   | 2,0 pkt | Erling Kroken |
| 3. | 6 stycznia | 1953 | Innsbruck              | Bergisel             | K-80    | 71,0 m | 71,0 m | 223,0 pkt | 2.   | 1,0 pkt | Josef Bradl   |

### Miejsca w poszczególnych konkursach indywidualnychTurnieju Czterech Skoczni
| 1953                                                     |            |           |               |        |        |        |        |        |        |        |        |        |        |        |        |        |        |        |        |        |        |        |
| Garmisch-Partenkirchen                                   | Oberstdorf | Innsbruck | Bischofshofen | punkty | punkty | punkty | punkty | punkty | punkty | punkty | punkty | punkty | punkty | punkty | punkty | punkty | punkty | punkty | punkty | punkty | punkty | punkty |
| 1                                                        | 3          | 2         | 7             | 867,8  | 867,8  | 867,8  | 867,8  | 867,8  | 867,8  | 867,8  | 867,8  | 867,8  | 867,8  | 867,8  | 867,8  | 867,8  | 867,8  | 867,8  | 867,8  | 867,8  | 867,8  | 867,8  |
| Legenda                                                  |            |           |               |        |        |        |        |        |        |        |        |        |        |        |        |        |        |        |        |        |        |        |
| 1 2 3 4-10 11-15 poniżej 15 - – zawodnik nie wystartował |            |           |               |        |        |        |        |        |        |        |        |        |        |        |        |        |        |        |        |        |        |        |